# Фигуре из гробница династије Танг
Фигуре из гробница династије Танг су керамичке фигуре људи и животиња направљене у доба кинеске династије Танг (618–906) као гробни прилози који се стављају у гробнице. Постојало је веровање да ће представљене фигуре постати доступне за службу покојника у загробном животу. Фигуре су направљене од керамике обликоване у калупима, са додатком боје, мада често не преко целе фигуре. Тамо где је било боја, често нису сачуване, али у многим случајевима је било у санцај („тробојној“) керамичкој глазури, која је углавном добро трајала.
Фигуре, које се на кинеском називају мингћи, најчешће су биле слуге, војници (у мушким гробницама) и пратиоци попут плесача и музичара, а многе су несумњиво представљале геџије (уметнице и куртизане). У гробницама људи високог ранга могли су се наћи и војници и званичници. Животиње су најчешће коњи, али постоји изненађујући број и двогрбих камила и њихових централно-азијских водича, који се одликују густим брадама и длаком, као и цртама лица. Прикази су реалистични до степена без преседана у кинеској уметности, а фигуре дају археолозима много корисних информација о животу у доба Танг династије. Такође постоје фигуре измишљеног чудовишта „земаљског духа“ и застрашујућег људског локапале (или тиан ванга),  обично у паровима, који делују као чувари гробница како би одбили нападе и духова и људи. Такође се налазе и комплети дванаест измишљених звери кинеског зодијака, обично неглазирани.
Фигуре представљају развој ранијих традиција кинеских гробних фигура, а у доба Танг династије разрађене глазиране фигуре су ограничене на северну Кину, углавном на подручја око престоница. Они „практично нестају“ од 755. године када је почела веома разарајућа побуна Ана Лушана, која је вероватно утицала на пећи у Хенану и Хебеју које су израђивале те комаде, као и на њихову елитну клијентелу. Знатно ослабљена традиција наставила се у каснијим династијама све до династије Минг. Употреба санцај глазуре на фигурама била је ограничена на више класе, а производњу је контролисала царска бирократија. Сахрана члана царске породице могла је да садржи стотине фигура.

## Контекст и значење
Хиљаду година пре фигура Танга, гробница Маркиза Јиа из Зенга (умро око 433. године п. н. е.) садржала је тела 22 музичара, као и инструменте које су свирали. Трагови дрвених фигура које носе текстил познати су из сличних времена, а теракотска војска Првог цара је позната; његова сахрана је такође укључивала убиство и сахрањивање многих слугу и животиња, укључујући све његове конкубине без деце. Ископане гробнице династије Хан садржале су бронзане или керамичке фигуре коња, а често и групе војника, знатно мање од природне величине, у гробницама заповедника. Ниже на друштвеној лествици, грнчарски модели кућа и животиња били су уобичајени и наставили су се и у доба Танга. До времена династије Суеј (581–618), образац фигура у гробницама Танг је у суштини био успостављен, иако се полихромија санцај боја није појавила све до династије Танг.
Величина и број фигура у гробу, као и број оних које су биле глазиране, зависили су од ранга покојника. Слуге и домаће животиње су често биле глазиране, фарбане или префарбане белом бојом, или смеђом у случају животиња. Фигуре су ношене на колима као део погребне поворке. Затим су их постројили испред гробнице пре него што је ковчег унет унутра. Када би ово било постављено, уносили су их у гробницу и поређали у њој, често дуж косог приступног пута до подземне гробнице или у предворју. У великим гробницама постојале су нише уграђене у зидове гробнице за фигуре.
До скоријих година већина предмета потицала је из ископавања која нису обавили археолози, а познавање контекста предмета је недостајало. Важна гробница принцезе Танг Ли Сјанхуи (или Јонгтаи) из 705. године откривена је 1960. године у комплексу маузолеја Ћианлинг; професионално је ископавана од 1964. године, што је прво у низу ископавања већих гробница, иако су друге намерно остављене нетакнуте. Пљачкана је у прошлости, вероватно убрзо након сахране, али лопови се нису потрудили са 777 неглазираних и осликаних и око 60 глазираних гробних фигура.
Под земљом су се такође налазиле опсежне фреске које су приказивале географију палате евоцирајући пребивалиште и начин живота покојника пре смрти. Улазна рампа је рекреирала прилаз великој палати, а делови са фрескама и фигуралним нишама одражавали су различите ограђене просторе и дворишта пространих палатских комплекса краљевске породице Танг. Нише са коњима и коњушарима биле су ближе улазу него оне са музичарима и дворским дамама; нише су обично биле окружене фрескама слугу задужених за тај простор. Веровало се да дух покојника наставља да обитава и лута гробницом, а намера је била да се обезбеде одговарајући садржаји свих врста. Заиста, унутар гробних комплекса као што је комплекс маузолеја Ћианлинг, биле су предвиђене посете покојника суседним гробницама царске породице, праћене огромним поворкама, а оседлани коњи су чекали пратњу, за посете или лов.

## Техника
Величина фигура знатно варира, од око 10 до 110 центиметара висине за стојећу људску фигуру, и око 55 до 120 или више за највеће типове, звери и чуваре. Различите размере фигура су обично биле помешане унутар гробница, у зависности од статуса приказаних људи или животиња. Постоје неке назнаке да су глазиране и неглазиране фигуре можда направљене у различитим пећима. Фигуре су направљене од керамике печене на ниској температури, јер чврстоћа и издржљивост нису биле потребне.
Фигуре су обликоване, обично од неколико делова, при чему се глава увек прави одвојено, а веће животиње углавном. Различити делови су били спајани заједно пре печења, с тим што је коришћена прилика да се идентичне фигуре мењају спајањем глава под мало различитим угловима. Глина се често обрађивала ручно, лепљењем ситних додатних детаља и текстура, а понекад се површина обрађивала алатима. На ранијим сликама често се може видети спојна линија која се протеже уз бок тела. Из непознатог разлога, главе коња су или окренуте право напред или улево; готово никада удесно.
Када је рад са глином био завршен, бели премаз је нанесен свуда, а затим је евентуална глазура додата на фигуру пре печења. Мање фигуре су могле имати провидну или благо жуту глазуру, а код већих глазура је често била скидана са лица и руку, које су биле осликане након печења. Фигурице из династија Суеј и раног Танга, пре него што је коришћен санцај, обично имају провидну глазуру. Кобалтно плава је додата у палету санцај током тог периода, а бар један коњ је делимично обојен у плаво. Неке фигуре су имале елементе од дрвета, као што су оружје, штапови за поло или конопци за коње и камиле, који нису сачувани.

## Стил
Најбољи период за фигуре трајао је само око 50 година, до устанка Ана Лушана 755. године, периода иновација, невиђеног реализма и интересовања за приказивање психолошких типова у неколико материјала кинеске уметности.
Са изузетком фигура зодијака, које су такође биле једини тип чија је популарност порасла након Танга, фигуре су „више повезане са градским и будистичким ставовима него са магијским аспектима сеоских веровања и обрасцем понашања којим управљају сујеверја или шаманистичка веровања локалних пољопривредних заједница“, што делимично објашњава њихов неуспех да се врате након 750-их, заједно са склоношћу ка новим врстама гробних прилога.

## Врсте фигура
Група од 13 гробних фигура Лиу Тингсуна, генерала који је умро 728. године, из династије Танг, представља лепу групу уобичајених главних фигура, све у санцају. Постоје четири чувара гробнице и парови службеника (сви су сличних размера), коњи и камиле, плус три младожење, ова група је знатно мања.

### Жене
Најраније фигуре, из 7. века, су „прилично једноставне и мање добро изведене од каснијих“. Жене су високе и витке, док је до средине 8. века пунија фигура постала норма, са лицима која су „дебела, замишљена и празна“. Претпоставља се да је ову промену укуса изазвала чувена царска конкубина Јанг Гуифеи, која је имала пуну фигуру, иако се то почело око 725. године, када је била дете.
Постојале су групе жена као плесачице или мали седећи оркестри музичара, а неке седеће фигуре изгледају као да се улепшавају. Ређе се појављују жене јахачице и играчице пола, које носе мушку одећу, што је било уобичајено за жене династије Танг приликом јахања, а очигледно и мода у престоници у другим приликама. Тај период је био период необичне слободе за богате жене у Кини.
- Модерно обучена пратиља раног, витког типа
- Стил пуније жене из 8. века
- Бело-глазирана плесачица
- Девојка која игра, непечена боја, необично добро преживела
- Играчица пола
- Једна из групе седећих музичарки
- Дворска дама, 8. век
- Дворска дама у раскошној хаљини са цвећем

### Мушкарци
Танг друштво, барем у Чангану, главном граду, било је веома космополитско и велики део свог просперитета црпело је из Пута свиле. Странци са даљег запада изгледа да су били чести као слуге, посебно као водичи коња и гоничи камила које су биле главно превозно средство на копненом Путу свиле. Уметност је волела да приказује стране фигуре, обично мушкарце, са стандардним карактеристикама лица и одеће; персијски и согдијски типови су се разликовали, оба са великим, густим брадама, и често жестоким и енергичним изразима лица. Такве фигуре понекад су садржале јасне елементе карикатуре.
Мушке фигуре често имају разноврсније и активније позе и детаљније су обрађене од женских, али их је теже датирати јер промене у женској ношњи нису биле усклађене са мушком модом. Поред многих врста слугу, ту су и војни официри у оклопу, званичници, а понекад и страни амбасадори. Функција званичника је да предоче случај покојника строгом судији загробног живота.
- Санцај фигура странца са персијском капом
- „Вођа варварских камила“
- Коњ са јахачем
- Страна плесачица
- Званичник
- Странци
- Група глумаца

### Животиње
Најчешће животиње, велике и пажљиво моделиране и украшене, су коњи и камиле. Обе врсте се крећу од животиња без узди и седла до оних са детаљно разрађеном опремом, које носе јахаче или, у случају камила, тешке терете робе. Најмање две познате камиле носе мали људски оркестар. Пси и домаће животиње, осим неких бикова до око 30 цм висине, су мале и неглазиране.
Уз фигуре чувара и званичника, статуе коња су главни тип надгробних фигура које су познате и у другим материјалима, као што су позлаћена бронза или камен, а неке богате гробнице такође садрже те фигуре у металу. Камиле понекад могу припадати гробницама људи богатих трговином, али изгледа да су биле повезане и са богатством уопште. Често су приказане са подигнутим главама и отвореним устима, а код најфинијих модела длакави делови на врату и врху ногу су пажљиво текстурирани у глини. Коњи су „небески коњи“ из Фергане са запада, из централне Азије, који су под династијом Танг били чешћи у Кини и престали су да буду веома цењена реткост. И они су направљени од  глине под династијом Хан; примерци из доба династије Танг су реалистичнији.
- Неглазирана камила и согдијски јахач
- Глазирани бик
- Коњ са сложеном опремом, почетак 7. века
- Модел куће постављене око дворишта

### Чувари гробница
Четири чувара гробница била су стандардна у богатим гробницама, обично по један на сваком углу: пар „земаљских духова“ и пар ратничких чувара. Фигуре су обично највеће и најсложеније у гробници и често су биле најтеже за моделирање и печење. Најчешће су глазирани у санкају, иако многи веома сложено израђени примерци нису.
Веровало се да фигуре штите живе тако што спречавају духове мртвих да непримерено лутају светом ван гробнице, као и да штите гробницу од упада пљачкаша или духова; духови земље су очигледно били повезани са првом улогом, а ратници са другом.
Чувари ратници су такође пронађени изнад земље у будистичким храмовима, у камену или дрвету. Чини се да представљају спајање традиционалних таоистичких чувара, који датирају још из династије Хан, и будистичких чувара. И они су приказани као „бајковита полуљудска бића са грбастим носом, испупченим очима, бесно разјапљеним устима и масивним снажним рукама и ногама“. Док су индијске верзије истицале краљевске атрибуте, у Кини су оне „трансформисане у динамичне идеализоване генерале“, са сложеним оклопом, често са додатним рељефима.
У раном делу Танга њихов положај је био мање драматичан, стајали су са испруженим ногама и држали оружје (сада обично изгубљено) у мировању. У 8. веку развијене су сложене позе, обично са једном ногом вишом од друге, док се ослања на животињу или патуљастог покореног демона, а једна рука је високо подигнута, машући оружјем, док је друга савијена и ослоњена на кук, у пози која комбинује жестину и равнодушност.
Земљани духови су још фантастичнији, са животињским телима, често укључујући крила која ничу из врхова предњих ногу. Главе су често различите, једна је полуљудска, а друга је можда заснована на режећем лаву. Иако се помињу у литератури од доба Хана па надаље, у уметности се појављују тек од 6. века, очигледно су се развиле од маски које су се носиле у „церемонији чишћења ђавола за Нову годину“.

Постојале су и конвенционалније фигуре лавова који реже, релативно мале и обично у „санкај“ глазури. 
- Фигуре из гробнице Лиу Тингсуна из династије Танг
- Пар неглазираних чувара
- Пар земљаних духова
- Фигура лава

## Историја прикупљања
Танг фигурице нису биле од великог интереса за традиционалне кинеске познаваоце грнчарије и још увек их релативно мало сакупљају кинески колекционари јер су направљене посебно за употребу у сахранама, па се сматрају несрећним; међутим, оне су популарни експонати у кинеским музејима. Постали су изузетно популарне међу западним колекционарима отприлике од 1910-их, посебно фигуре коња, делом зато што су се добро усклађивали са модерном западном уметношћу и декором. Од 1963. године, Џералд Рајтлингер је написао да „ниједан стан у Мејферу није потпун без камиле Танг“. Цене, које су достигле врхунац од око 600 фунти по особи почетком 1920-их, пале су 1930-их и 40-их, али су нагло порасле 1960-их, са рекордном ценом на аукцији 1969. године од 16.000 фунти за коња.
Отприлике од краја 1990-их схватило се да на тржишту постоји велики број фалсификата, а дошло је и до пораста нових открића како је грађевинарство у Кини доживљавало процват, а тржиште је погодила повећана понуда која се поклапала са падом моде. Због свих ових разлога, бројке нису утицале на огроман пораст цена кинеске уметности од 1990-их, који су покренули кинески колекционари. Рекордна цена за коња остаје 3.740.000 фунти, са продаје коју је Британски железнички пензиони фонд продао у Сотбију 1989. године. 